# Szymon Kobylarz
Szymon Ireneusz Kobylarz (ur. 1981 w Świętochłowicach) – polski artysta sztuk wizualnych, malarz, twórca instalacji, rzeźb i obiektów.

## Wykształcenie

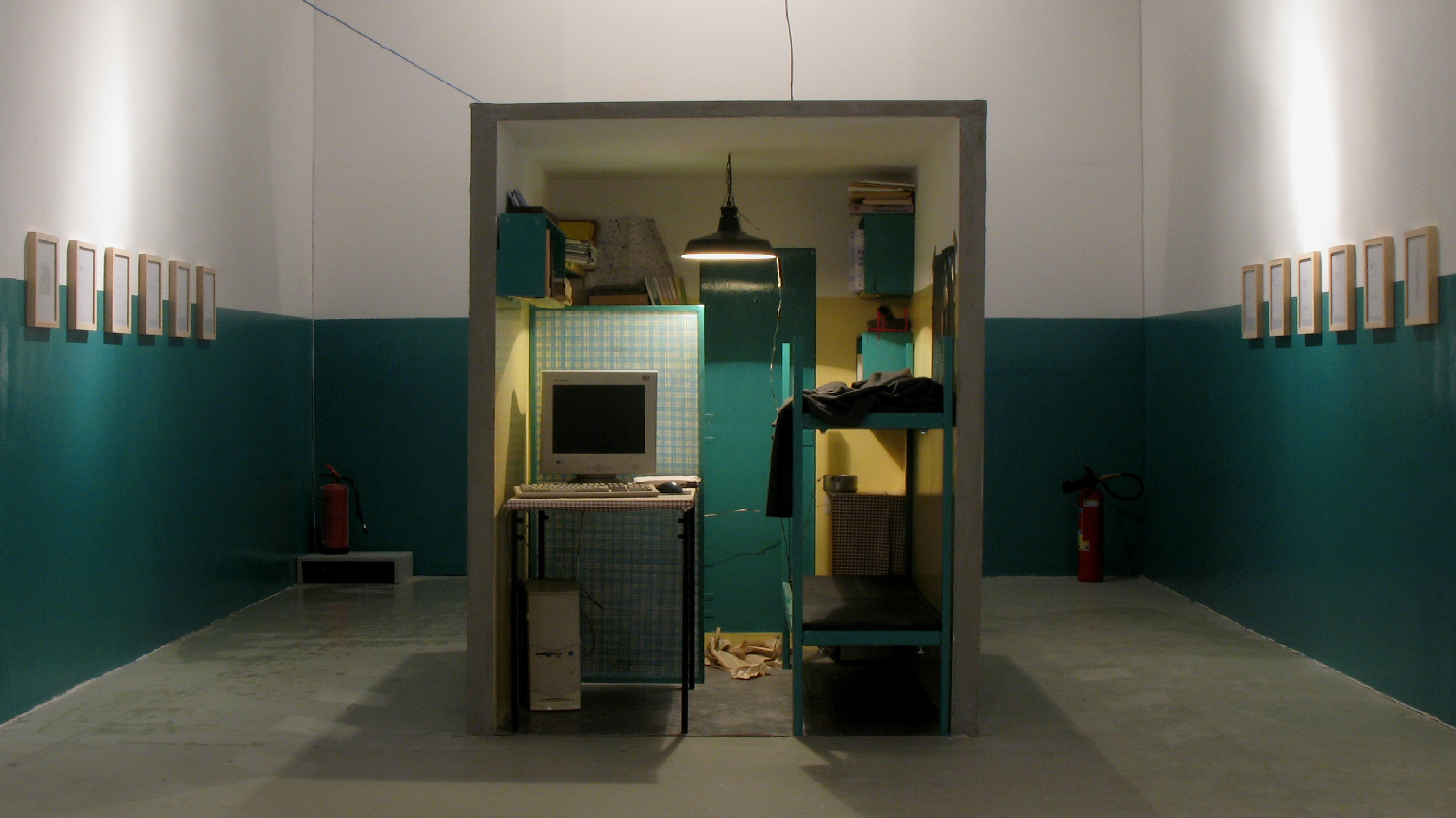
Praca Szymona Kobylarza pt. Cela pana Jana Kolano, 2008

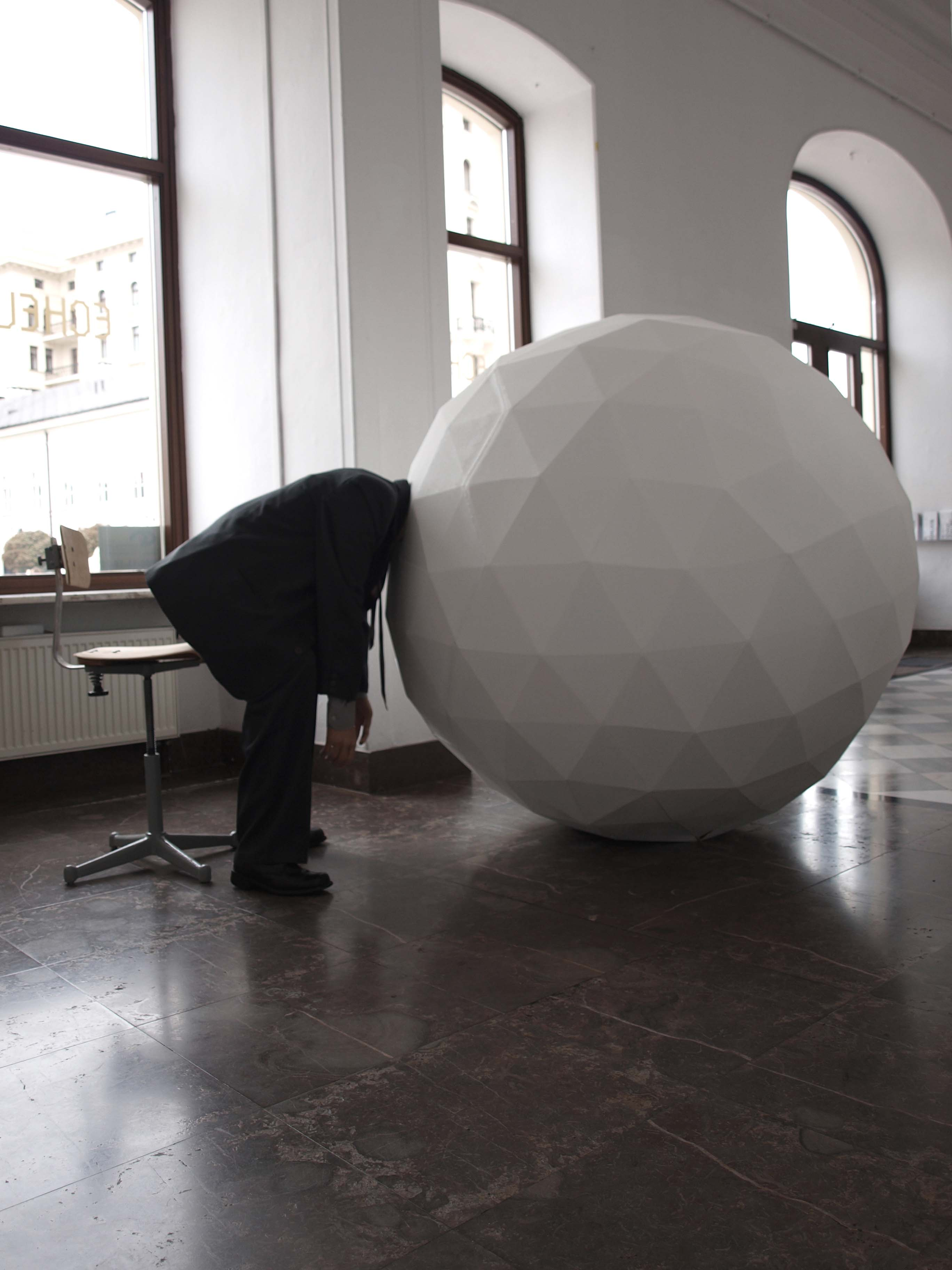
Praca Szymona Kobylarza pt. Echelon70, 2009

Ukończył Liceum Sztuk Plastycznych w Katowicach. W latach 2002–2007 studiował malarstwo na Akademii Sztuk Pięknych w Katowicach w pracowni prof. Jacka Rykały. W 2007 z wyróżnieniem obronił dyplom Makieta instytucji w skali 1:1,5. Na ostatnim roku studiów rozpoczął pracę w charakterze asystenta-stażysty w pracowni swojego profesora, by następnie kontynuować pracę na uczelni jako asystent w pracowni prof. Zbigniewa Blukacza.
Współpracuje z galerią Żak Branicka w Berlinie. Jego prace znajdują się w zbiorach m.in. Muzeum Górnośląskiego w Bytomiu oraz EVN collection w Wiedniu.
W 2021 odznaczony Brązowym Krzyżem Zasługi.

## Nagrody i wyróżnienia
- 2006 – Finalista konkursu „Obraz roku 2005” organizowanego przez miesięcznik Art&Business
- 2006 – III miejsce w konkursie TVP2 „Dolina kreatywna” w dziedzinie plastyka
- 2007 – Nagroda za najlepszy dyplom na kierunku malarstwo na Akademii Sztuk Pięknych w Katowicach.
- 2009 – Nagroda Dyrektora BWA Wrocław w 9 edycji Konkursu im. Eugeniusza Gepperta[2]
- 2011 – Stypendium Ministerstwa Kultury i Dziedzictwa Narodowego

## Wybrane wystawy indywidualne

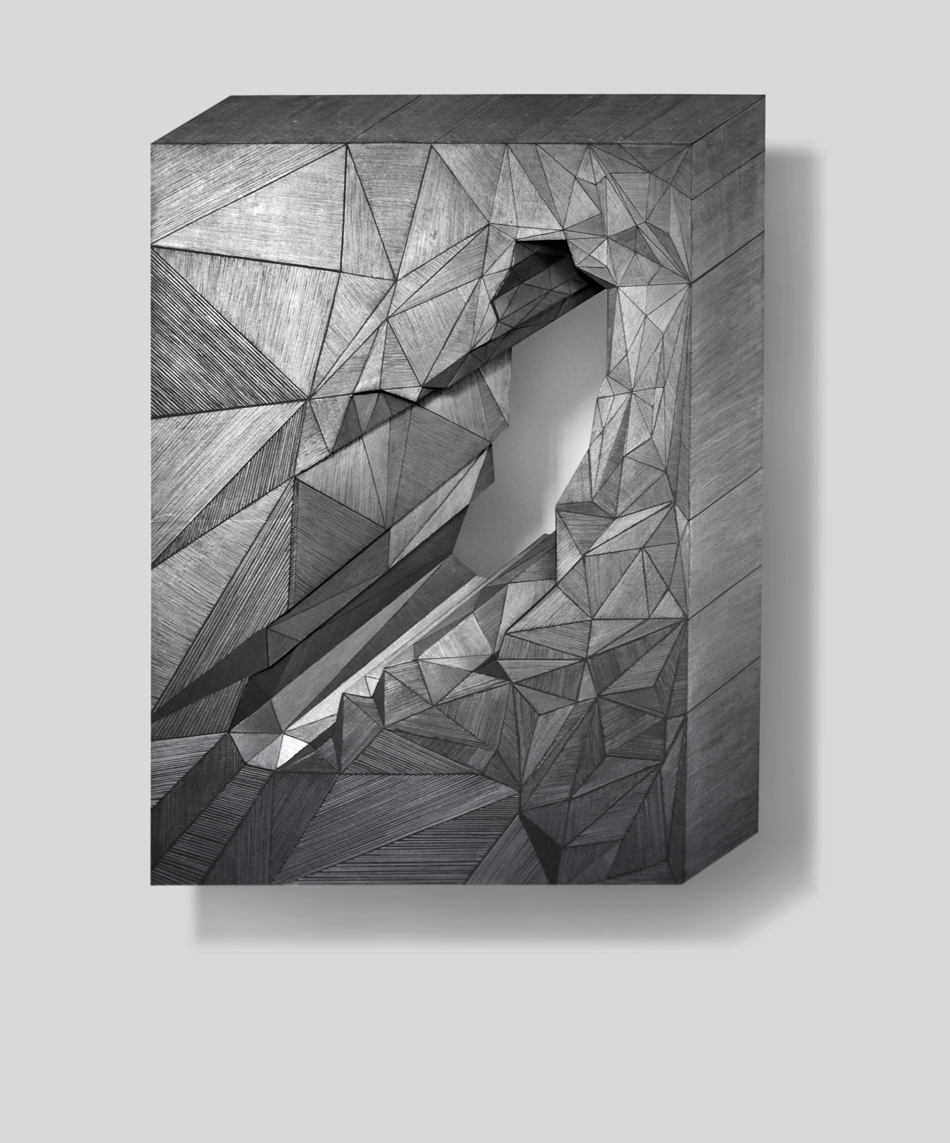
Praca Szymona Kobylarza pt. Historia Alojzego Piątka, 2009

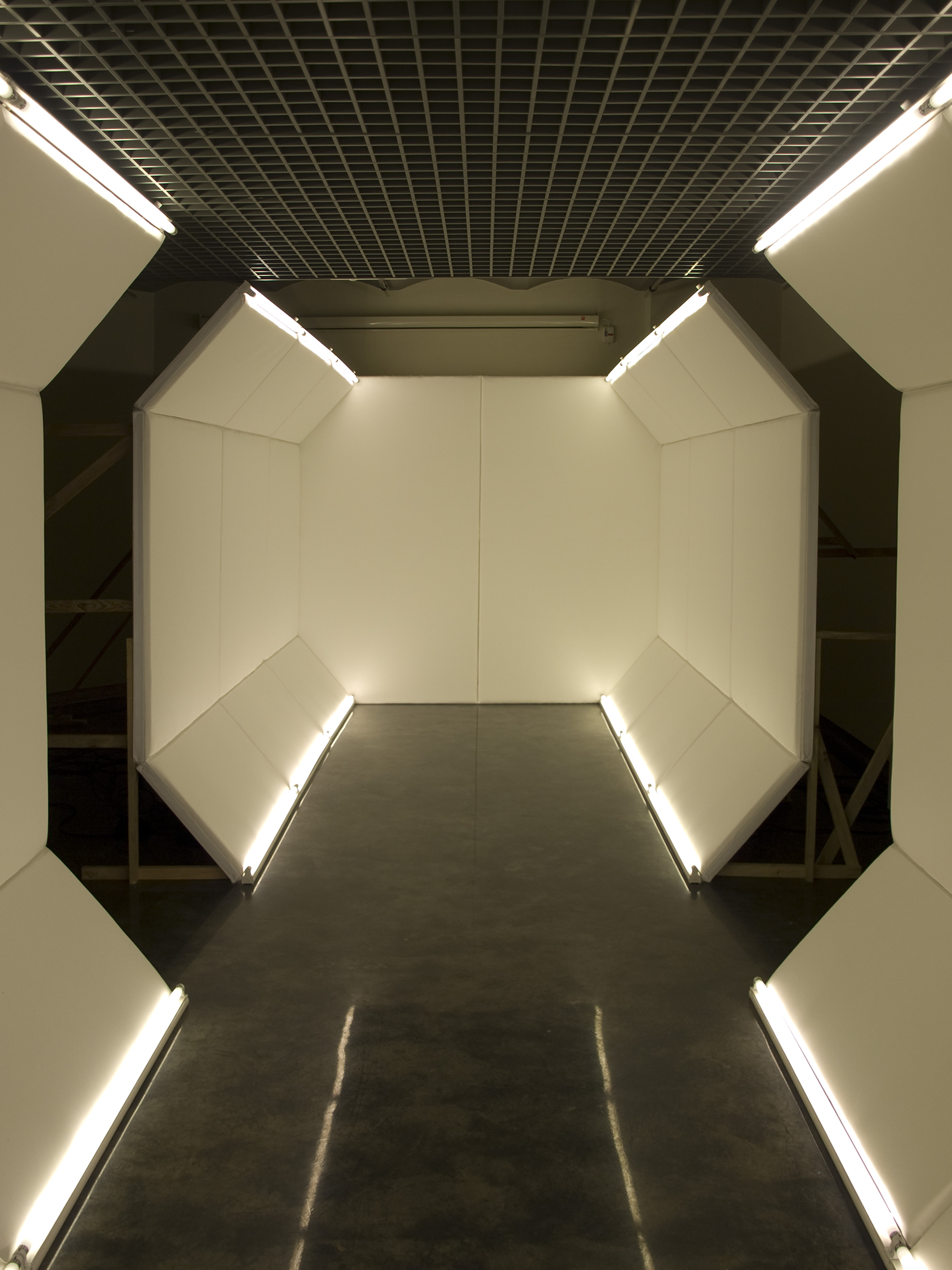
Praca Szymona Kobylarza pt. Człowiek, który przeżył koniec świata, 2011

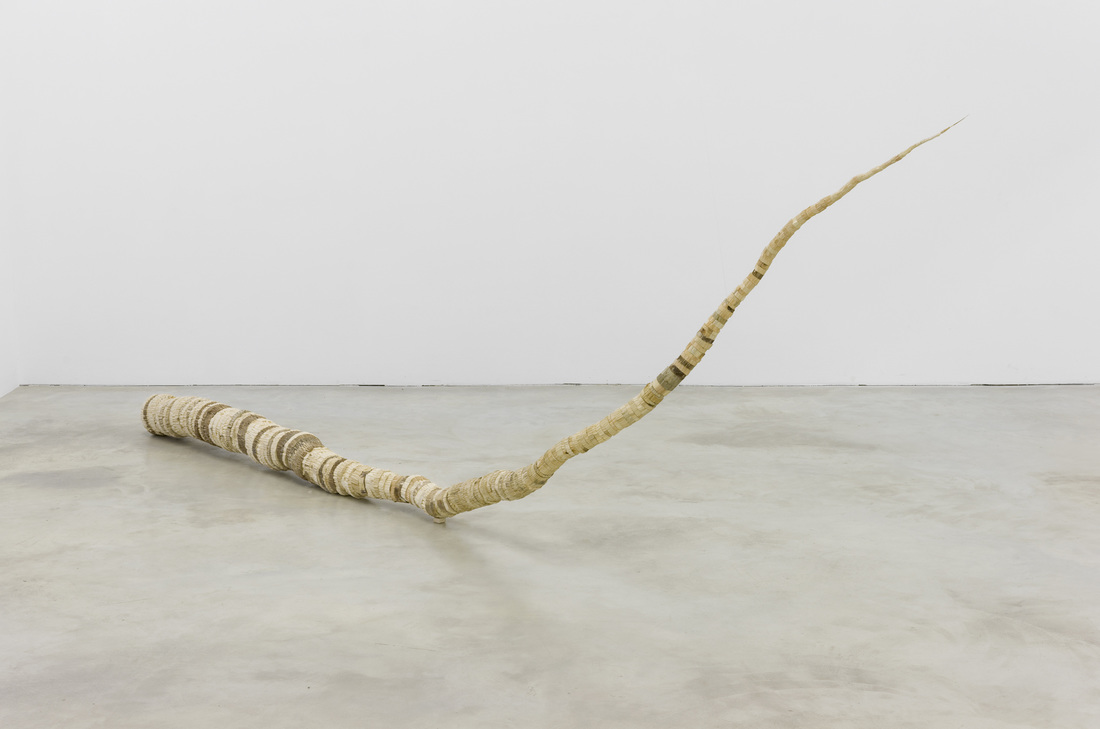
Praca Szymona Kobylarza pt. 232, 2015

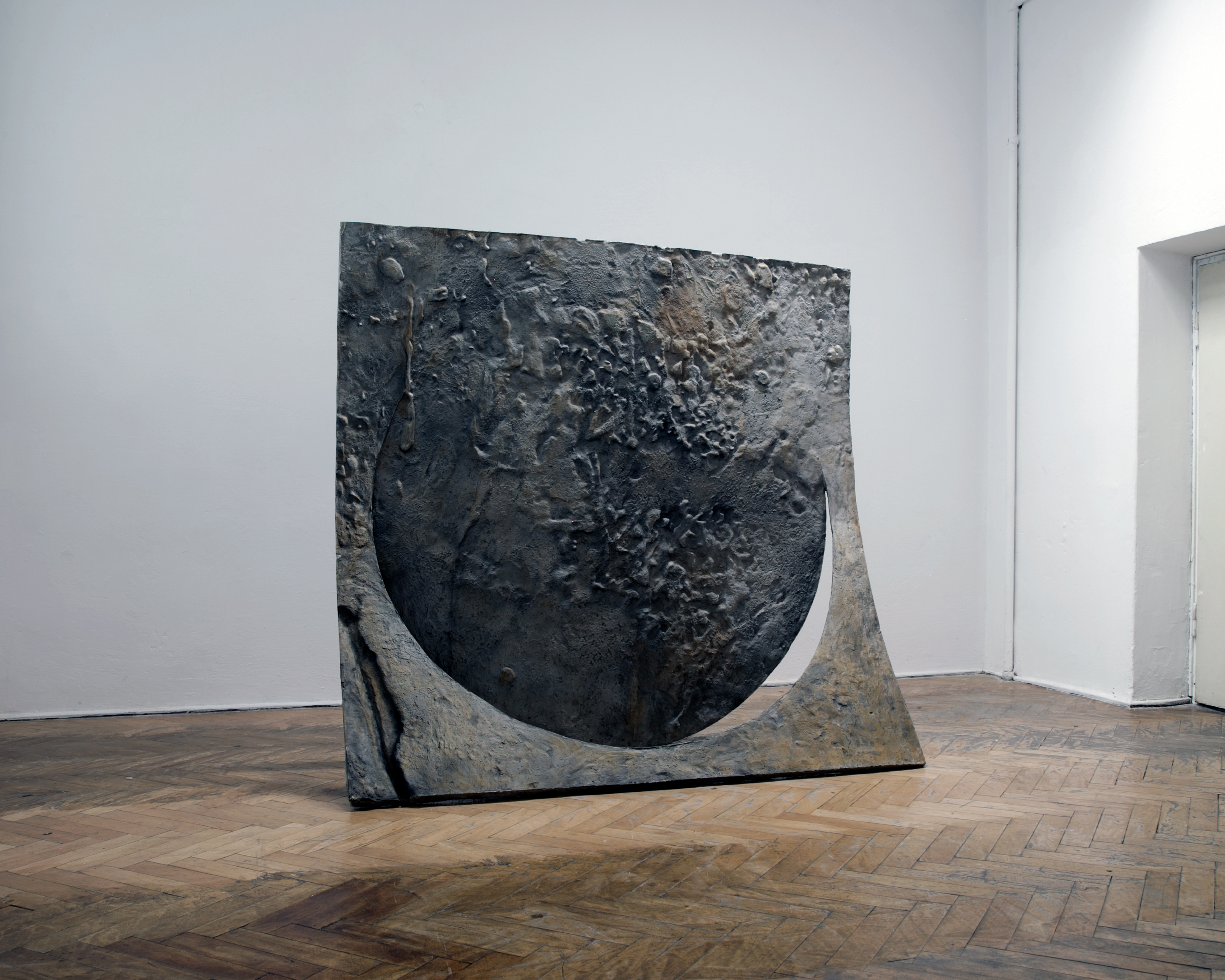
Praca Szymona Kobylarza pt. Punkt, na który patrzę 2017

- 2006 – Architektura, Galeria Wytwórnia Sztuki, Warszawa.
- 2007 – Architektura Wnętrz, Galeria Okna, Centrum Sztuki Współczesnej Zamek Ujazdowski, Warszawa.
- 2007 – Architecture (z Arion Gábor Kudász), Galeria ŻAK, Berlin.
- 2008 – Niesamowite Jonoloty antygrawitacyjne, Bałtycka Galeria Sztuki Współczesnej, Słupsk.
- 2009 – ECHOLON70, Galeria Kordegarda, Zachęta Narodowa Galeria Sztuki, Warszawa.
- 2009 – Civil Defense, Galeria ŻAK | BRANICKA, Berlin.
- 2011 – Człowiek, który przeżył koniec świata, Galeria Czytelnia Sztuki, Gliwice.
- 2011 – Magazynier | meeting room 0.5, Centrum Sztuki Współczesnej Kronika, Bytom.
- 2013 – Sztuka dla sztuki, Centrum Sztuki Współczesnej Kronika, Bytom.
- 2013 – Art for art’s sake, Galeria ŻAK | BRANICKA, Berlin.
- 2014 – Diamat, Galeria Sztuki Współczesnej BWA Sokół, Nowy Sącz.
- 2015 – Symulacje, Galeria Entropia, Wrocław.

## Wybrane wystawy zbiorowe
- 2007 – Skin and Bones, Galeria XX1, Warszawa.
- 2007 – Re(ko)nesans malarstwa, Górnośląskie Centrum Kultury, Katowice.
- 2007 – Betonowe dziedzictwo. Od Le Corbusiera do blokersów, Centrum Sztuki Współczesnej, Warszawa.
- 2008 – Śląsk Aktiv, Galeria Sztuki Współczesnej BWA, Katowice.
- 2008 – W sprzecznym mieście. Dokumenty tożsamości, Galeria Manhattan, Łódź.
- 2008 – Establishment jako źródło cierpień, Centrum Sztuki Współczesnej Zamek Ujazdowski, Warszawa.
- 2008 – Tribute to Wróblewski, Galeria Program, Warszawa; Galeria Pies, Poznań.
- 2008 – Spisek sztuki – Sektor X, Galeria Sektor I, Katowice.
- 2009 – Alternatif turistik. Czyli uśmiech z destrukcją w tle, Centrum Sztuki Współczesnej Kronika, Bytom.
- 2009 – Fifty Fifty: Art in Dialogue with the Fifties, Wien Museum, Wiedeń.
- 2009 – Alfabet polski, Galeria Miejska BWA, Tarnów.
- 2010 – Die kleine Improvisation. Polnische Kunst Heute, Stadtgalerie Kiel.
- 2011 – The Power of Phantasie. Modern and Contemporary Art from Poland, Centrum Sztuki, Bruksela.
- 2012 – Memento Kostrzyn, Kulturland Brandenburg, Kostrzyn.
- 2013 – Warszawa. Nazajutrz..., Galeria Vartai, Wilno.
- 2013 – Mleczne zęby, Galeria Sztuki Współczesnej BWA, Katowice.
- 2013 – Slapstick!, Kunstmuseum Wolfsburg, Wolfsburg.
- 2013 – Poręczne, Galeria Miejska Arsenał, Poznań.
- 2013 – Ouroboros, Zona Sztuki Aktualnej, Szczecin.
- 2014 – Zbrodnia w sztuce, MOCAK, Kraków.
- 2014 – Pokój instruktorów, 6. Artboom Festival, Kraków.
- 2014 – 12. Przegląd Sztuki SURVIVAL, projekt kuratorski PRZEDŚWIT, Wrocław.
- 2014 – ZAPAL SIĘ! Muzeum Rzeźby Xawerego Dunikowskiego Królikarnia, Muzeum Narodowe w Warszawie, Warszawa.
- 2014 – SYNDROM STENDHALA, Zona Sztuki Aktualnej, Szczecin.
- 2014 – Niemcy nie przyszli, Muzeum Współczesne Wrocław.